# Groupe Louis-Dreyfus
Pour les articles homonymes, voir Louis Dreyfus.
Ne doit pas être confondu avec LDC (entreprise).
Le groupe Louis-Dreyfus (en anglais Louis Dreyfus Company B.V., abrégé en LDC) est un groupe multinational de négoce de matières premières fondé par Léopold Louis-Dreyfus en 1851. À l'origine basé en Alsace (aujourd'hui à Amsterdam), le groupe, spécialisé dans les matières premières agricoles, est présent dans 53 pays.
Il fait partie des cinq principaux groupes de négoces mondiaux, que l'on surnomme les "cinq sœurs" , avec ADM, Bunge, Cargill, et Glencore,.

## Histoire

### De la fondation au début duXXesiècle
C'est Louis Dreyfus, père de Léopold Louis-Dreyfus (né à Sierentz près de Mulhouse en Alsace), qui a donné son prénom et son nom au groupe. Sa postérité est présente dans le monde des affaires, des médias, la société civile, les arts et la politique. Il fut associé dans un premier temps à son frère cadet Joseph (Louis-)Dreyfus, armateur, négociant et banquier de Victor-Emmanuel II, roi d'Italie.
En 1851, Léopold Louis-Dreyfus commença le négoce de blé en Alsace pour le revendre sur le marché de Bâle en Suisse allemande. Dans les années 1860, il achetait dans le bassin du Danube et en Russie en réponse à la progression de la demande des villes industrialisées d'Europe du Nord. Il établit son siège à Paris dans les années 1870, et s'y trouve encore aujourd'hui.
En 1904, la famille Dreyfus a participé au premier tour de table du quotidien L'Humanité. La famille « Dreyfus » est devenue « Louis-Dreyfus » par décret en Conseil d'État.
En 1905, Louis-Dreyfus possédait une flotte commerciale significative et avait établi une banque. Le groupe avait ouvert un réseau international de bureaux en Europe, en Amérique du Nord et du Sud, en Algérie, en Afrique du Sud (un premier bureau est ouvert au Cap en 1924), en Inde, en Indochine, en Chine, en Australie et spécialement en Russie, où 114 établissements étaient recensés en 1906.
Le Groupe Louis-Dreyfus est à cette époque le numéro un mondial de la distribution céréalière.

### XXesiècle

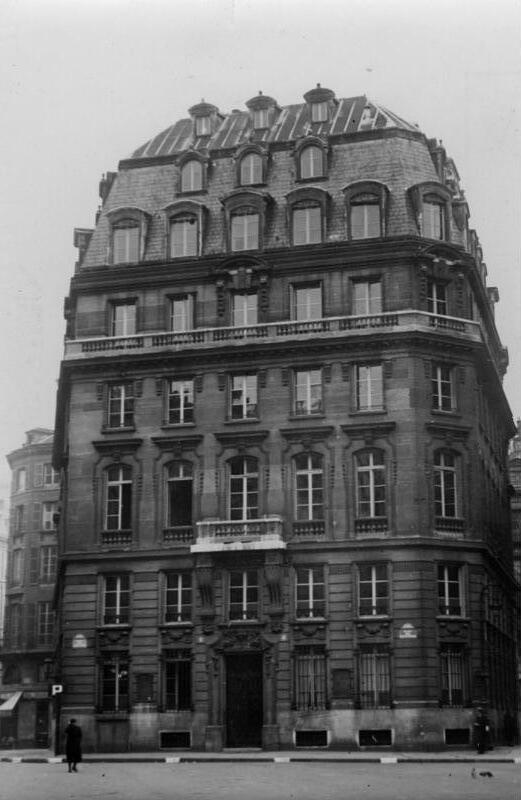
Avril 1941 : le Commissariat général aux questions juives s’installe dans les locaux de l'ancienne banque Léopold Louis-Dreyfus, place des Petits-Pères à Paris.

La croissance du groupe a continué tout au long du xxe siècle.
Ses premiers bureaux en Amérique ont ouvert en 1909, et le groupe a étendu sa présence aux États-Unis durant la Première Guerre mondiale en Europe.
En 1915, après la mort du fondateur du groupe, ses deux fils, Charles Louis-Dreyfus (1870-1929) aux côtés de son frère aîné Louis Louis-Dreyfus (1867–1940), deviennent coprésidents du Groupe. En 1917, le groupe perd tous ses actifs situés en Russie du fait de la révolution, et, conséquemment, se redéploie encore plus à l'international.
En 1924, une filiale est ouverte en Afrique du Sud. C'est aussi à cette époque que la multinationale commence à s'équiper de sa propre flotte maritime, qui deviendra LD Lines.
Toutefois, au cours de la Seconde Guerre mondiale, les biens et actifs demeurés en France de la famille Louis-Dreyfus ont été confisqués par le régime de Vichy complice des forces d'occupations allemandes : du fait des lois sur le statut des Juifs, un certain nombre de membres de cette famille se sont donc réfugiés aux États-Unis.
Grand résistant et champion automobile, Pierre Louis-Dreyfus, le fils de Charles, devient président du Groupe de 1967 à 1975.

### XXIesiècle
Dans les années 1990 et 2000, le Groupe Louis-Dreyfus se diversifie dans le secteur des télécommunications en devenant l'actionnaire de référence du groupe Neuf Cegetel, via sa filiale LDCom, opérateur à la croissance importante dirigée par Jacques Veyrat et Robert Louis-Dreyfus. La cession de Neuf Cegetel à SFR en 2008 met fin à cette entreprise.
En 2007, l'activité de transport maritime est cédée  à Philippe Louis-Dreyfus, cousin germain de Robert Louis-Dreyfus et fondateur avec Jacques Veyrat de LDCom devenu Neuf Cegetel.
Très présent dans le secteur des grandes cultures, le groupe se positionne depuis peu également dans la transformation industrielle des biocarburants, avec l'ouverture de la plus grande usine de bioéthanol au monde dans le village de Claypool (Indiana, États-Unis).
Il est également présent dans la distribution d'électricité, étant actionnaire principal de l'opérateur français Direct Énergie.
La société Ressources Forestières contrôlée par le Groupe Louis-Dreyfus investit dans le développement durable et la production et la distribution d’énergie renouvelable autour des massifs forestiers dont elle fait l’acquisition et c'est à ce titre qu'elle a acquis en mai 2007 la forêt de Lanouée qui avec près de 3 800 hectares de superficie constitue le 2e plus grand massif forestier de Bretagne après la forêt de Paimpont.
Le 18 juillet 2007, Robert Louis-Dreyfus a annoncé qu'il a augmenté sa participation à Ressources Forestières de 16,7 % à entre 51 et 55 %.
En 2009, Louis Dreyfus Commodities acquiert 60 % de Santelisa Vale, pour la regrouper avec Louis Dreyfus Commodities Bioenergia, sous le nom temporaire de LDC-SEV,,.
En mai 2012, le groupe Dreyfus acquiert Imperial Sugar Company, une entreprise américaine de production de sucre pour 78 millions de dollars en plus d'une reprise de dette de 125 millions de dollars.
En 2017, l'entreprise est impliquée dans le scandale des Paradise Papers.
Fin novembre 2019, le groupe annonce la nomination de Michael Gelchie en tant que nouveau directeur général délégué en remplacement d'Andrea Maserati,.
En novembre 2020, Abu Dhabi Development Holding prend une participation de 45 % dans Louis Dreyfus Company Holdings, pour un montant non dévoilé. Cet accord inclut un accord d'approvisionnement pour les Émirats arabes unis,.
En février 2021, Raízen annonce l'acquisition de Biosev, la filiale spécialisée dans le sucre et l'éthanol de Louis Dreyfus pour 670 millions de dollars. En mars 2021, Louis Dreyfus annonce la vente Imperial Sugar à US Sugar pour un montant non dévoilé.

## Activités
Le groupe Louis-Dreyfus est un groupe familial, multinational, créé par Léopold, arrière-grand-père de Robert Louis-Dreyfus. La société s'est toujours refusée à publier ses comptes, sauf pendant la Seconde Guerre mondiale, lorsque le groupe a été partiellement saisi par l'Allemagne nazie.
Aujourd'hui, c'est l'un des plus grands groupes de négoce (grains, transport maritime, énergie, immobilier…), employant plus de 30 000 personnes dans plus de 53 pays.
Le groupe n'est pas coté en bourse et reste entièrement détenu par les héritiers des fondateurs. Il annonce un chiffre d'affaires proche de 27 milliards de dollars en 2005, l'un des plus élevés de France et le groupe est valorisé à 4 milliards d'euros en 2007.
Ses filiales historiques incluent le négoce de grains, la construction maritime et le transport maritime. Il fait partie du club des « Big 5 » du négoce, aussi appelé « ABCD Group », avec ADM, Bunge, Cargill, et Glencore.

## Dirigeants
Margarita Louis-Dreyfus est la dirigeante du conseil de surveillance de la holding LDC BV, composé de 6 membres. La veuve de Robert-Louis Dreyfus contrôle également la fondation Akira, qui représente les intérêts de leurs 3 enfants, dont les 96% du capital de la société.

## Branches
Le groupe produit, transforme, négocie et distribue en vrac principalement des céréales, des oléagineux, du sucre, de l'éthanol, du café et du coton - et ce dans le monde entier. Le groupe est devenu actif dans l'industrie des biocarburants, du fret maritime et des instruments financiers.

### Matières premières
Le négoce de matières premières, qui représente l'essentiel des activités du groupe, est rassemblé au sein de l'entité Louis-Dreyfus Company.
Céréales, oléagineux, sucre, éthanol, café, coton, lait, métaux, engrais, canne à sucre, agrumes, sont les principaux produits de Louis-Dreyfus Commodities.
En 2012, le groupe annonce avoir traité plus de 70 millions de tonnes de marchandises (ce qui représenterait à lui seul 9 % des échanges mondiaux de matières premières), pour un bénéfice net record d'1,1 milliard de dollars. En 2019, le chiffre est passé a 357 millions de dollars.

### Transport maritime
Le groupe Louis-Dreyfus détient également une filiale consacrée au transport maritime, appelée Louis Dreyfus Armateurs.

## Controverses

### Soupçons d'évasion fiscale
En 2011, le groupe Louis-Dreyfus est accusé par les autorités argentines, aux côtés d'ADM, Bunge et Cargill, d'avoir fait de fausses déclarations fiscales et d'avoir sous-évalué les bénéfices réalisés en Argentine par des prix de transferts abusifs et des sociétés écrans,.
En 2017, le groupe Louis-Dreyfus est mis en cause dans le scandale des Paradise Papers. Les documents ayant fuité mettent en évidence le fait que le groupe possède avec le géant du soja Amaggi une coentreprise, détenant elle-même une filiale aux îles Caïmans, qui servirait à faire échapper à l'imposition le chiffre d'affaires généré au Brésil.